# Aleksandar Kornesow

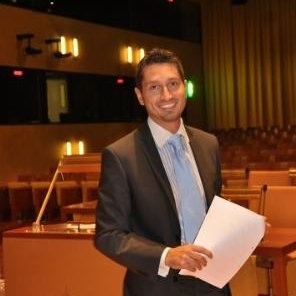
Kornesow (2014)

Aleksandar Kornesow (bulgarisch Александър Корнезов, wiss. Transliteration Aleksandăr Kornezov; * 1978 in Jambol) ist ein bulgarischer Jurist. Er ist Richter am Gericht der Europäischen Union.

## Leben und Wirken
Kornesow studierte Rechtswissenschaften an der St.‑Kliment-Ohridski-Universität Sofia, wo er 2002 seinen Abschluss machte. 2004 erwarb er zudem den Titel Master of Laws in Europarecht am Collège d’Europe in Brügge. Anschließend arbeitete er als Rechtsanwalt in einer Anwaltskanzlei. 2008 wurde er von der Bulgarischen Akademie der Wissenschaften zum Dr. iur. promoviert. Bereits 2007 war Kornesow als Rechtsreferent bei Richter Alexander Arabadjiev in den Dienst des Gerichtshofs der Europäischen Union getreten. Parallel dazu war Kornesow ab 2008 als Dozent für das Prozessrecht der Europäischen Union an der Universität für National- und Weltwirtschaft und seit 2010 auch an der Universität Sofia tätig. 2014 wurde er beigeordneter Professor für Unionsrecht und Internationales Privatrecht an der Bulgarischen Akademie der Wissenschaften. Seit 2020 unterrichtet er  Vergaberecht der Union an der Universität Luxemburg.
Kornesow war vom 13. April 2016 bis zu seiner Auflösung zum 1. September 2016 für wenige Monate Richter am Gericht für den öffentlichen Dienst der Europäischen Union. Am 19. September 2016 wurde er zum Richter am Gericht der Europäischen Union ernannt. Am 30. September 2019 wurde er zum Kammerpräsident der Achten Kammer ernannt.